# Monastero di San Leone da Pannacchio
Il complesso monastico benedettino di San Leone da Pannacchio era ubicato su un pianoro nei pressi del monte San Leo in territorio di Malpasso (allora casale di Paternò) a quota 1100 metri.

## Storia
Esisteva originariamente nel sito una vecchia chiesa bizantina intitolata a San Leone il Taumaturgo, nel quale si ritirò a vita ascetica Giovanni di Amalfi, un monaco giunto a Catania attorno al 1136 con l'abate bretone Angerio da Sant'Eufemia, insieme con alcuni confratelli: sia San Leone che Angerio sono stati vescovi della città. 
Nel 1137 il conte Enrico di Policastro, che avrebbe fatto costruire i monasteri di Santa Maria la Scala, di Santa Maria Maddalena (con l'ospedale), di San Michele e di Sant'Elia e il convento di San Filippo, concesse l'edificio allo scopo di istituirvi un monastero, anche per accelerare il processo di emarginazione della Chiesa ortodossa.
Per assicurarne l'indipendenza economica, venne dotato di un consistente patrimonio fondiario in terre, case, vigne, pozzi e pascoli, costituito nel corso di un solo settennio per successive donazioni.
Il figlio di Enrico, Simone, concesse nell'aprile del 1156 ai religiosi di San Leone la facoltà di realizzare in alcuni tenimenti di regio patronato siti nei pressi dell'odierna Nicolosi un ospedale (hospitalem), dotato di estesi feudi per il proprio sostentamento. Tali donazioni vennero confermate dai sovrani Guglielmo II nel 1186 e Martino I di Aragona il 20 maggio 1392 .
Con l'elevazione ad Abbazia del monastero di Santa Maria di Licodia, ad opera del vescovo Ruggero nel 1205, l'Abate Pietro Celio assunse anche il titolo di San Leone, e il monastero divenne suffraganeo dell'Abbazia Licodiese.
Il monastero ebbe un periodo di grande splendore fino al marzo del 1536, quando una ennesima eruzione dell'Etna lo ricoprì e distrusse interamente. Il titolo di San Leone e il culto al Santo, furono trasferiti nel 1539, nella cappella monastica, presso l'Abbazia di Santa Maria di Licodia.
Nei pressi della zona, in prossimità del monte, nel 1992 fu edificata una chiesa dedicata sempre a San Leone vescovo di Catania.